# Oihane Agirregoitia Martínez
Oihane Agirregoitia Martínez (Bilbao, 1980) es una política, ingeniera electrónica e ingeniera en organización industrial española de ideología nacionalista vasca. Fue elegida eurodiputada por la coalición CEUS en las elecciones al Parlamento Europeo de 2024.

## Biografía
Oihane Agirregoitia nació en Bilbao, capital de Vizcaya, en 1980.

### Formación
Estudió Ingeniería técnica en electrónica industrial, y luego Ingeniería en Organización, ambas en la Universidad de Deusto de Bilbao. Después de sus dos licenciaturas, trabajó como tecnóloga de las informaciones y comunicaciones durante siete años.

### Trayectoria como política
Militó en política desde joven, según el PNV, lleva afiliada al partido desde 2006, pero ha estado como simpatizante desde que cumplió los 18 años. En 2011 fue en las listas electorales municipales del Partido Nacionalista Vasco al Ayuntamiento de Bilbao, saliendo elegida como edil, cargo que revalidaría tras las elecciones de 2015 y las de 2019, siendo edil hasta 2023.  Ese año, la diputada general de Vizcaya, Elixabete Etxanobe, la nombró directora general de Buen Gobierno, Atención Ciudadana y Servicios Digitales.
En enero de 2023 el Euskadi Buru Batzar (asamblea nacional y máximo órgano del PNV), la eligió como la candidata de la coalición CEUS a las elecciones al Parlamento Europeo de 2024. Agirregoitia encabezó la lista de la coalición, que obtuvo un único escaño en los comicios, por lo que Oihane Agirregoitia resultó elegida eurodiputada.

### Vida personal
Está casada y tiene dos hijos.